# كارلوس داس نيفيس
كارلوس داس نيفيس (بالإنجليزية: Carlos das Neves)‏ هو مدرب كرة قدم ولاعب كرة قدم جنوب أفريقي في مركز الوسط، ولد في 21 أغسطس 1968 في كيب تاون في جنوب أفريقيا. لعب مع نادي هيلانك.